# 蒂埃里·维涅龙
蒂埃里·维涅龙（法語：Thierry Vigneron，1960年3月9日—），法国男子田径运动员。他曾代表法国参加1980年、1984年和1988年夏季奥林匹克运动会田径比赛，其中1984年奥运会获得一枚铜牌。